# St-Pierre-St-Paul (Solignac)

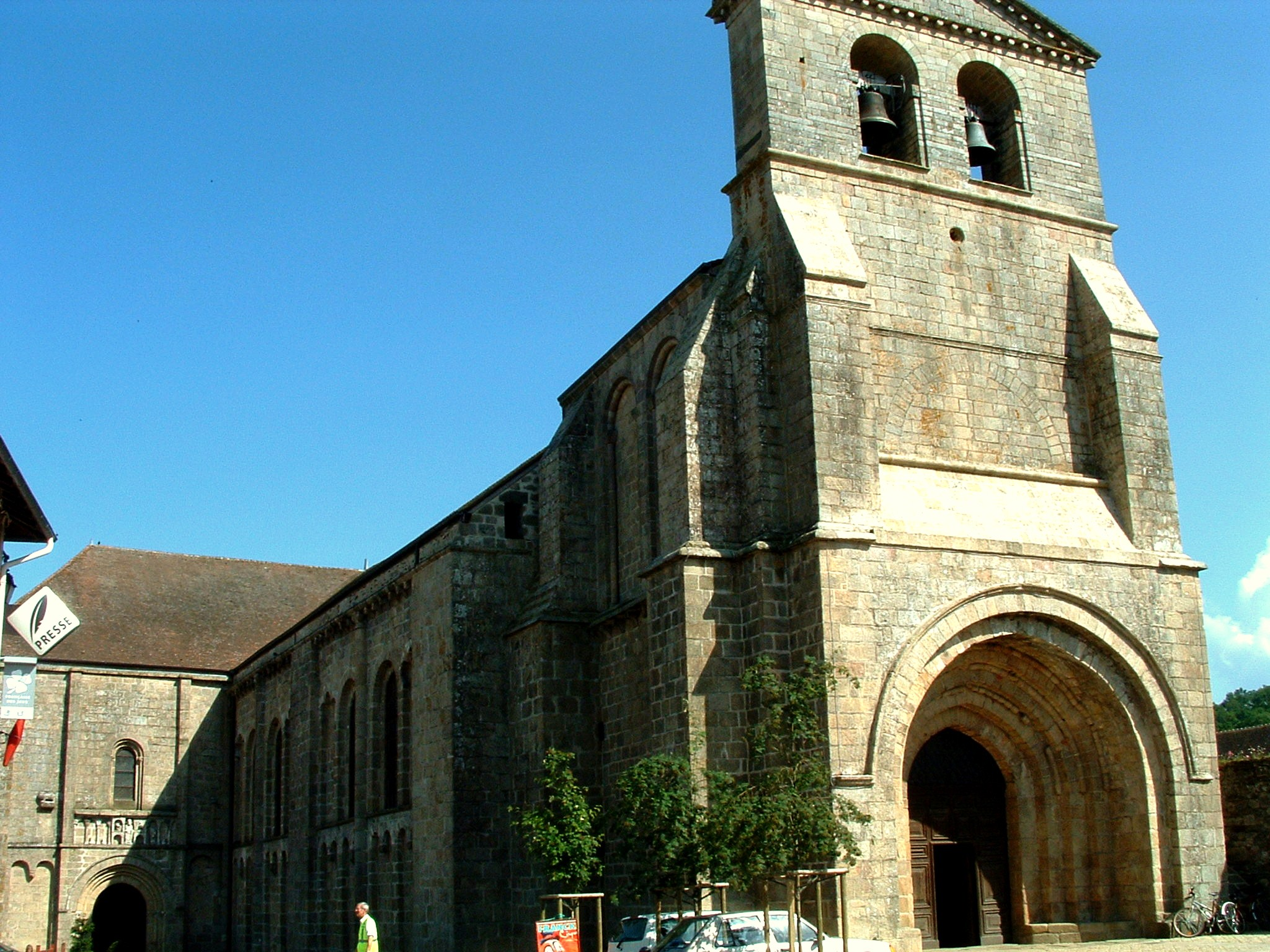
Abteikirche von Solignac – Westfassade mit Glockengiebel

Die ehemalige Abteikirche St-Pierre et St-Paul de Solignac gehört zu den interessantesten und wichtigsten Kirchenbauten des Limousin.

## Lage
Kirche und Abteigebäude liegen auf einem Hügel etwa 50 Meter oberhalb des Flussufers der Briance und der heutigen Stadt Solignac.

## Geschichte
Das Kloster wurde vom heiligen Eligius (franz. Saint Éloi), der am Hof der merowingischen Könige Chlothar II. und Dagobert I. in höchste Ämter aufgestiegen, später jedoch zunächst Priester und dann Bischof geworden war, um die Mitte des 7. Jahrhunderts gegründet. Das erste Kloster an diesem Ort erlebte eine frühe Blütezeit. Um das Jahr 730 musste die Gegend wiederholt Raubzüge der Sarazenen erdulden und im 9. Jahrhundert machten raubende Normannen einige Regionen Europas unsicher (Liste hier). Nach deren Ansiedlung in der Normandie kehrte im Herzen Frankreichs allmählich Ruhe ein und Solignac gehörte im 10./11. Jahrhundert zu den wohlhabendsten und bedeutendsten Klöstern Frankreichs. Im 11. Jahrhundert wurde der Pilgerweg (Via Lemovicensis) nach Santiago de Compostela immer bedeutender und die Abtei hatte dadurch hohe Einnahmen. Mit diesem Geld wurde Anfang des 12. Jahrhunderts der Bau der heutigen Abteikirche begonnen, die – mit Ausnahme des Westturms – noch im selben Jahrhundert fertiggestellt werden konnte; letzterer wurde dann Anfang des 13. Jahrhunderts fertig.
Die zur selben Zeit fertiggestellten mittelalterlichen Abteigebäude wurden in der Zeit des Hundertjährigen Krieges und nochmals in der Zeit der Hugenottenkriege in Mitleidenschaft gezogen. Sie wurden im frühen 18. Jahrhundert als nicht mehr zeitgemäß angesehen und abgerissen; an ihrer Stelle wurden die heutigen Bauten errichtet. Diese überstanden die Zeit der französischen Revolution halbwegs unbeschadet – in ihnen wurde im 19. Jahrhundert zunächst ein Mädchenpensionat eingerichtet; später wurden die Gebäude an den 1816 gegründeten Oblatenorden übergeben; danach wurden sie als Altersheim genutzt. 2021 kamen Mönche der Abtei Saint-Joseph de Clairval in Flavigny-sur-Ozerain in das Kloster Solignac, um dort das benediktinische Leben wiederzubegründen.

## Architektur

### Außenbau

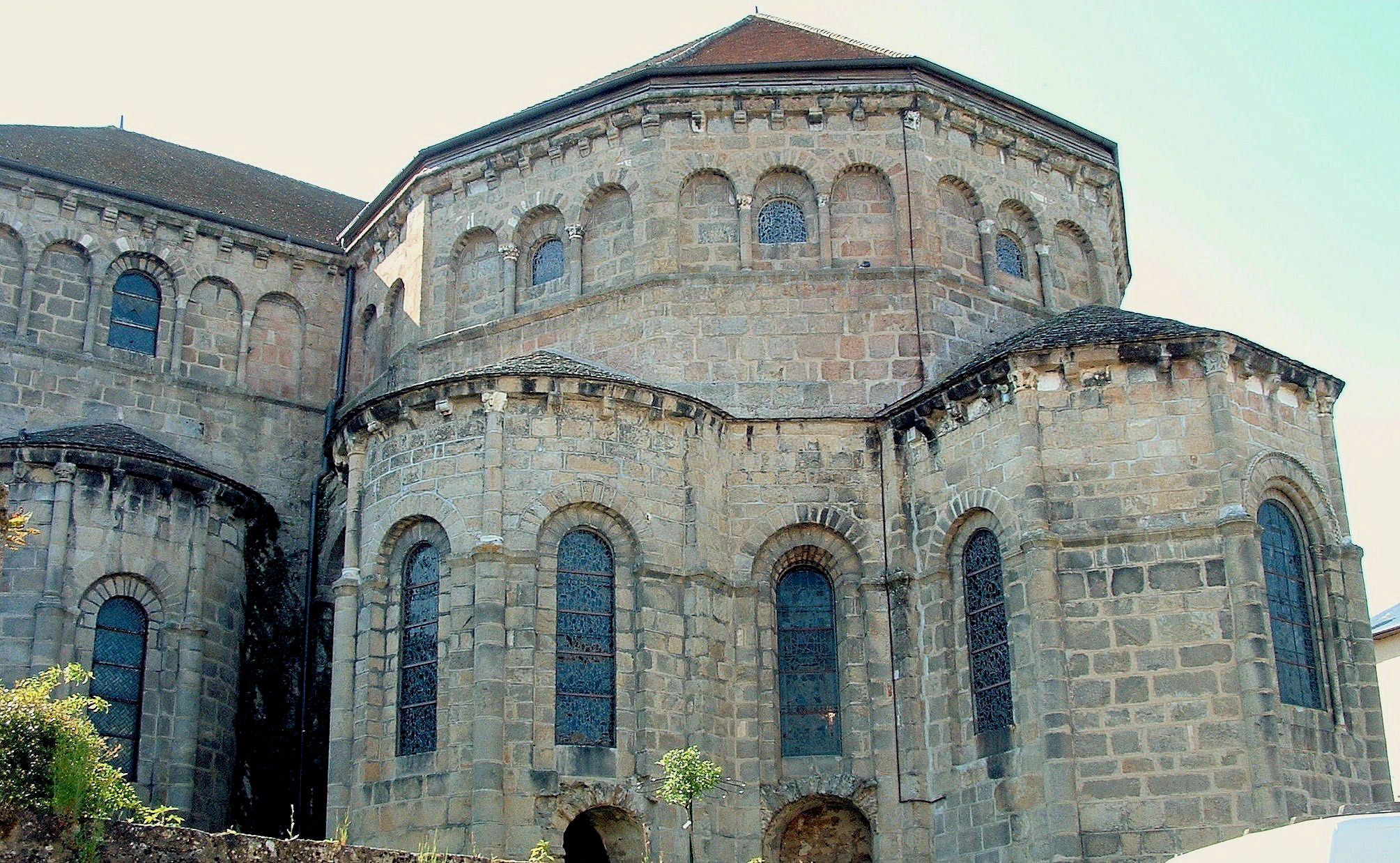
Solignac – Chorhaupt mit Radialkapellen

Der Außenbau der Abteikirche beeindruckt durch sein Chorhaupt mit insgesamt fünf Kapellen – die beiden äußeren gehören zu den Querschiffarmen, die drei inneren grenzen an die große Chorapsis (Radialkapellen). Alle Kapellen sowie der obere Teil der Apsis sind großzügig durchfenstert und durch Dienste und Gesimse bzw. durch kleine Arkaden gegliedert. Die Scheitelkapelle ist – wie die Chorapsis – außen polygonal gebrochen, wohingegen die seitlichen Kapellen rund gemauert sind.
Die nördliche Langhauswand ist in zwei Geschosse unterteilt – das untere hat doppelte Blendarkaden, das obere zeigt große, maßwerklose Rundbogenfenster und Blendarkaden mit Dreipassbögen. Über dem tympanonlosen Nordportal ist der – abgesehen von einigen Konsolfiguren unter der Traufe – einzige figürliche Schmuck der Kirche zu sehen: Ein Fries zeigt in der Mitte Christus mit Kreuznimbus und Buch (die rechte Hand war wahrscheinlich zu einem Segens- oder Lehrgestus erhoben); in den sechs seitlichen Arkaden sind noch Reste von Figuren erkennbar – möglicherweise Apostelgestalten.
Der markante Glockengiebel des Westturms ist einer der nördlichsten in Frankreich; soweit bekannt entspricht er jedoch nicht dem Originalzustand, sondern wurde erst Jahrhunderte später anstelle eines – baufällig gewordenen – Glockengeschosses mit quadratischem Grundriss aufgesetzt. Das Archivoltenportal hat weder ein Tympanon noch sonstigen figürlichen oder vegetabilischen Schmuck.

### Innenraum

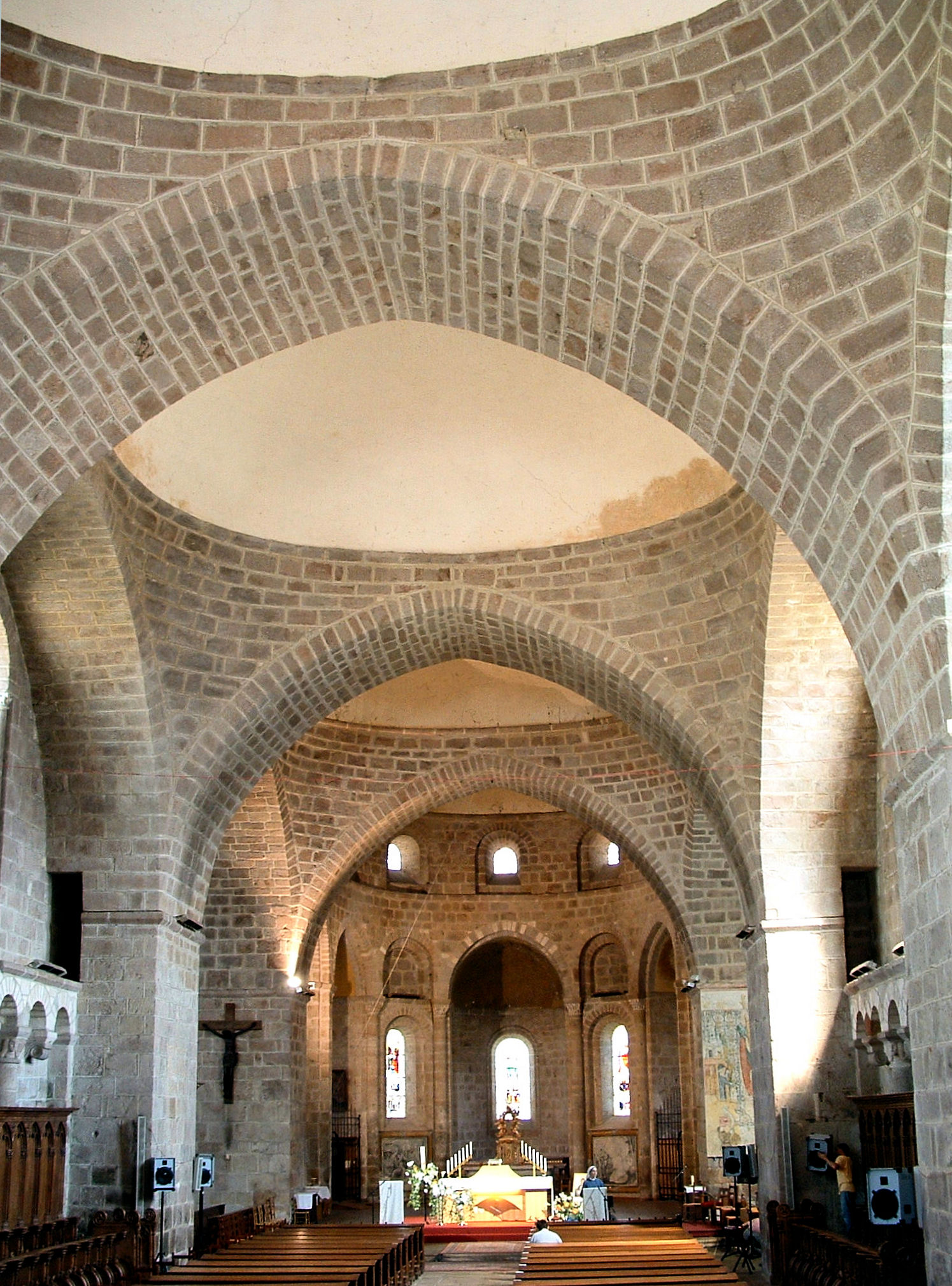
Solignac – Langhaus

Vom rippengewölbten Narthexraum im Erdgeschoss des Westturms führen mehrere Stufen hinab in die Kirche. Das einschiffige Langhaus wirkt auf den ersten Blick niedrig, schwer und schmucklos, doch es beeindruckt durch seine lichte Breite von etwa 16 Metern – ein Maß, das in der damaligen Zeit nur durch – auf Pendentifs ruhenden – Kuppelwölbungen und tiefe seitliche Arkadenbögen erreichbar war. Diese wiederum sind eindeutig auf Anregungen aus Aquitanien (z. B. Kathedrale von Périgueux) zurückzuführen; so weit im Norden Frankreichs finden sie sich ansonsten nur noch in der Abtei Fontevrault. In Solignac sind die eigentlichen Kuppeln – im Gegensatz zu den gemauerten Pendentifs – verputzt; so etwas machte man im Mittelalter eigentlich immer nur dann, wenn die darunterliegenden und wahrscheinlich nur grob bearbeiteten Steine verborgen bleiben sollten. Zwischen den tragenden Großarkadenbögen wiederholt sich das Motiv der kleinen doppelten Blendarkaden an den Außenwänden; hier jedoch befindet sich oberhalb ein Laufgang.
Die beiden Querschiffarme hatten wohl ursprünglich Tonnengewölbe, von denen dasjenige im südlichen Querhaus noch erhalten ist, wohingegen das nördliche – möglicherweise in der Barockzeit – zu einer ovalen Kuppel umgestaltet wurde.

## Chorgestühl
Ein Schatz der ehemaligen Abteikirche ist das vergleichsweise gut erhaltene Chorgestühl aus dem 15. Jahrhundert, welches allerdings nicht im Chor, sondern entlang der Wände des zweiten Langhausjochs aufgestellt wurde. Somit handelt es sich vielleicht um ein sogenanntes Laiengestühl, dessen Plätze von hochgestellten Bürgern des Ortes genutzt bzw. an diese vermietet wurden. Auf den Seitenwangen sowie unterhalb der Miserikordien tummelt sich eine Vielzahl von Fratzenschneidern und kleinen bösartigen Ungeheuern.

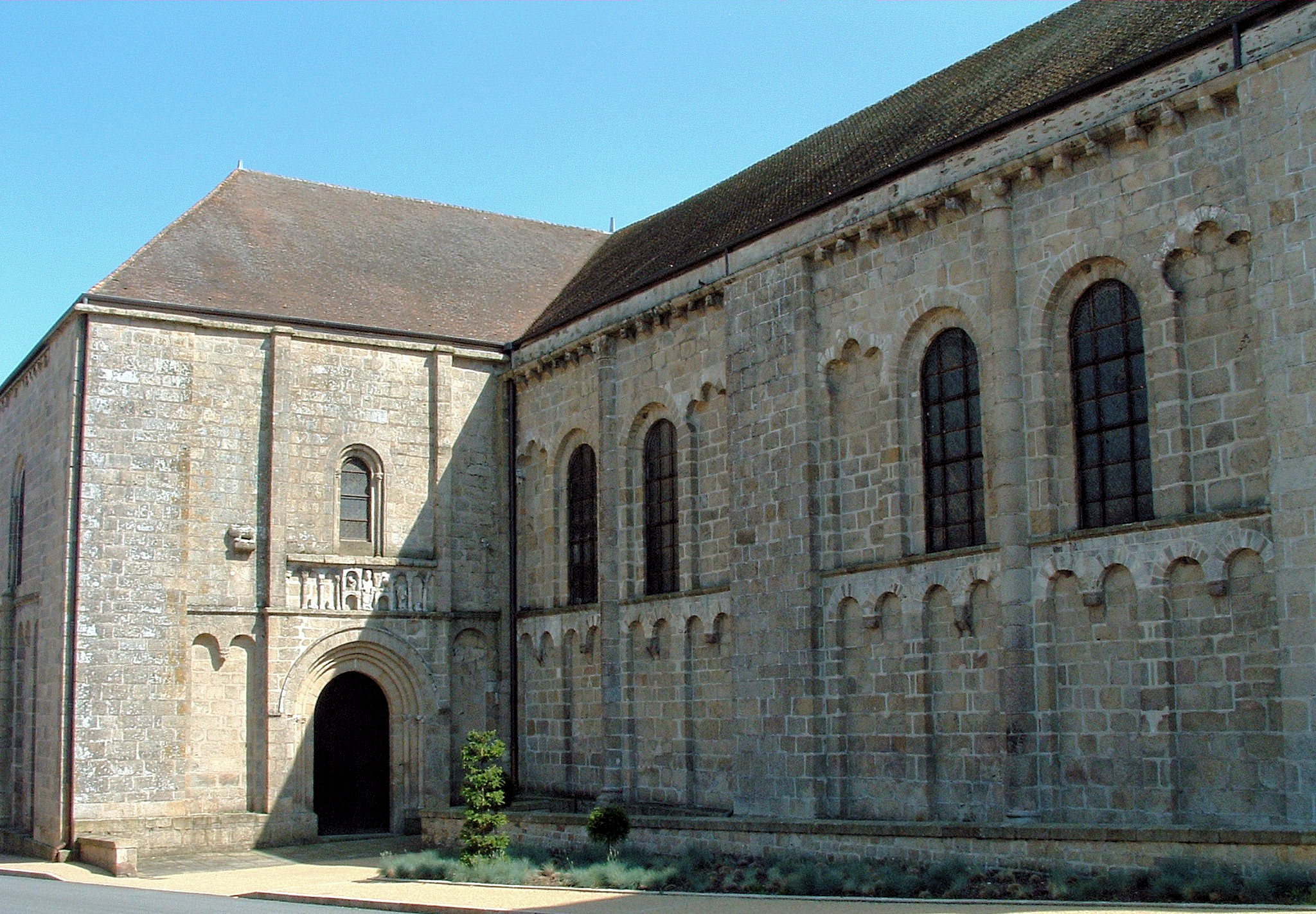
Nordseite der Abteikirche mit Nordportal
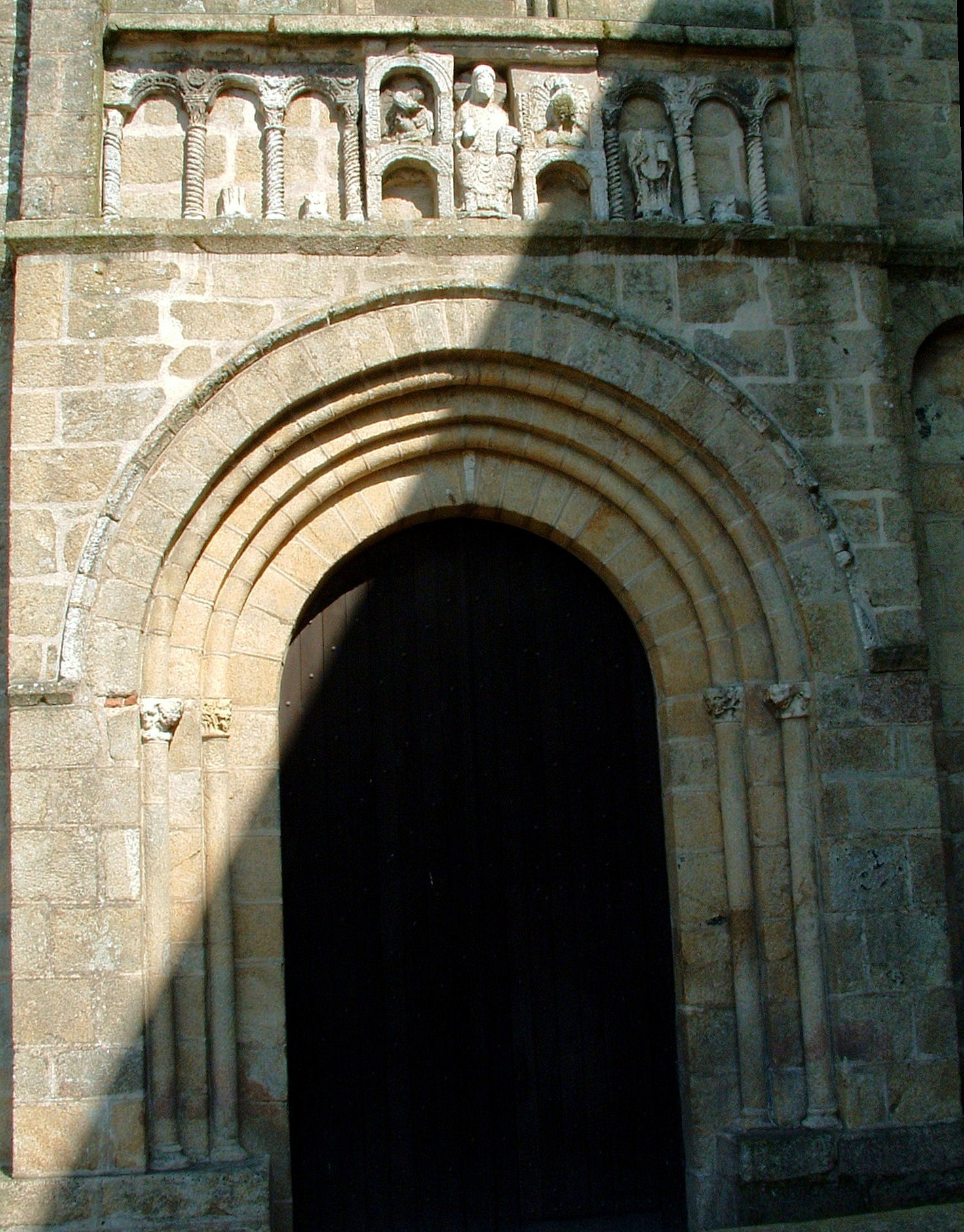
Nordportal, Figurenfries – die Figuren in den Arkaden sind zerstört
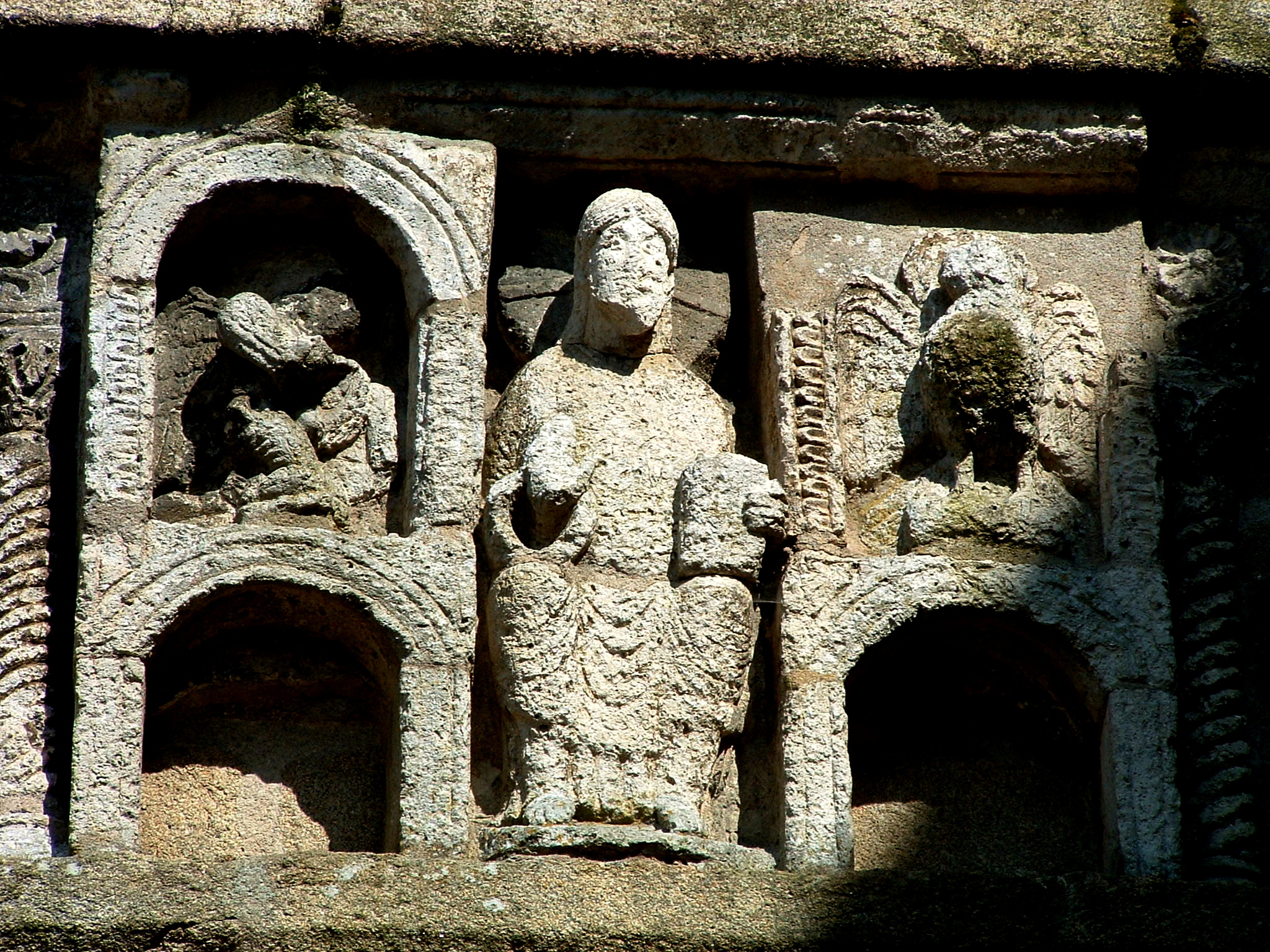
Nordportal, Figurenfries – thronender Christus
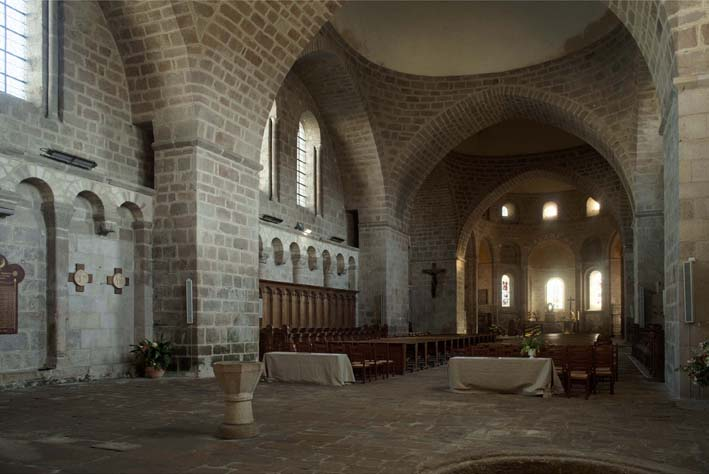
Blick in die Kirche
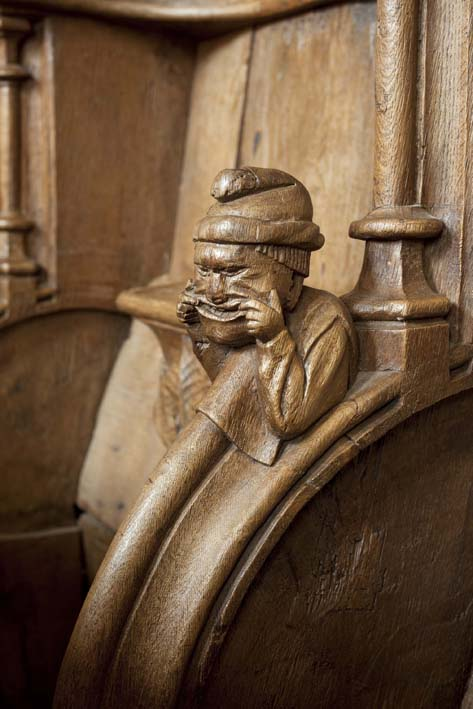
Chorgestühl – Grimassenschneider
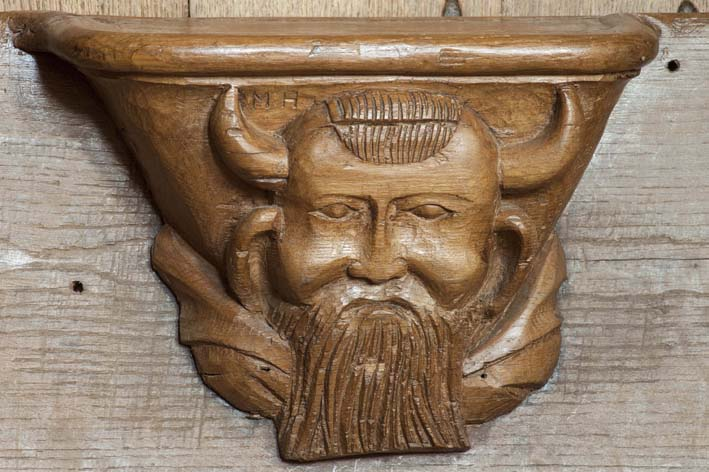
Chorgestühl – Teufelsmaske
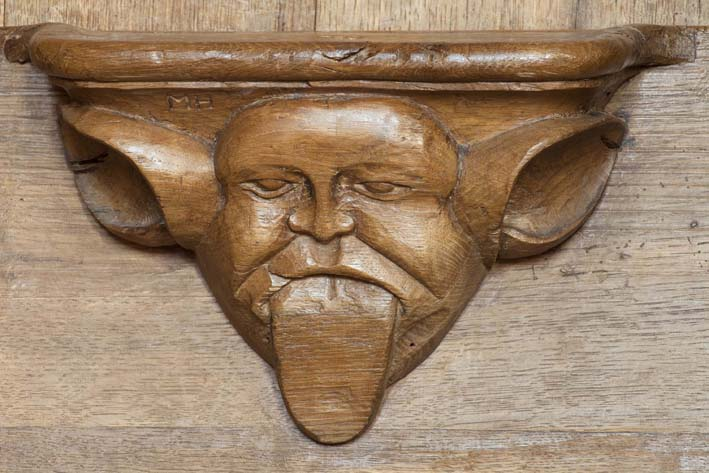
Chorgestühl – Lauscher und Zungenblecker
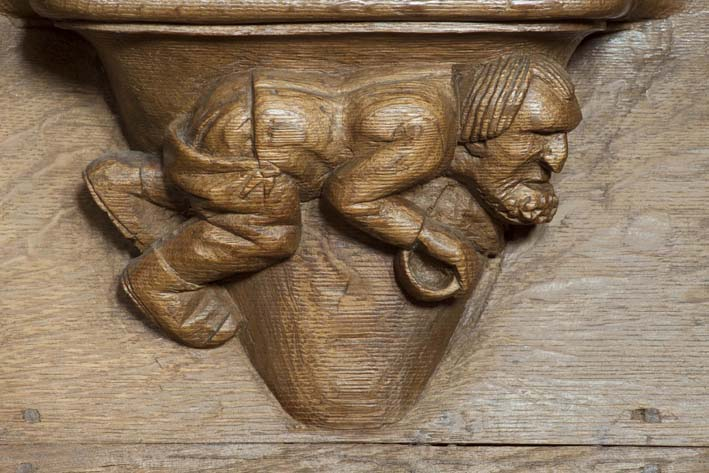
Chorgestühl – Bettler(?) mit heruntergelassener Hose